# Антисептик для рук

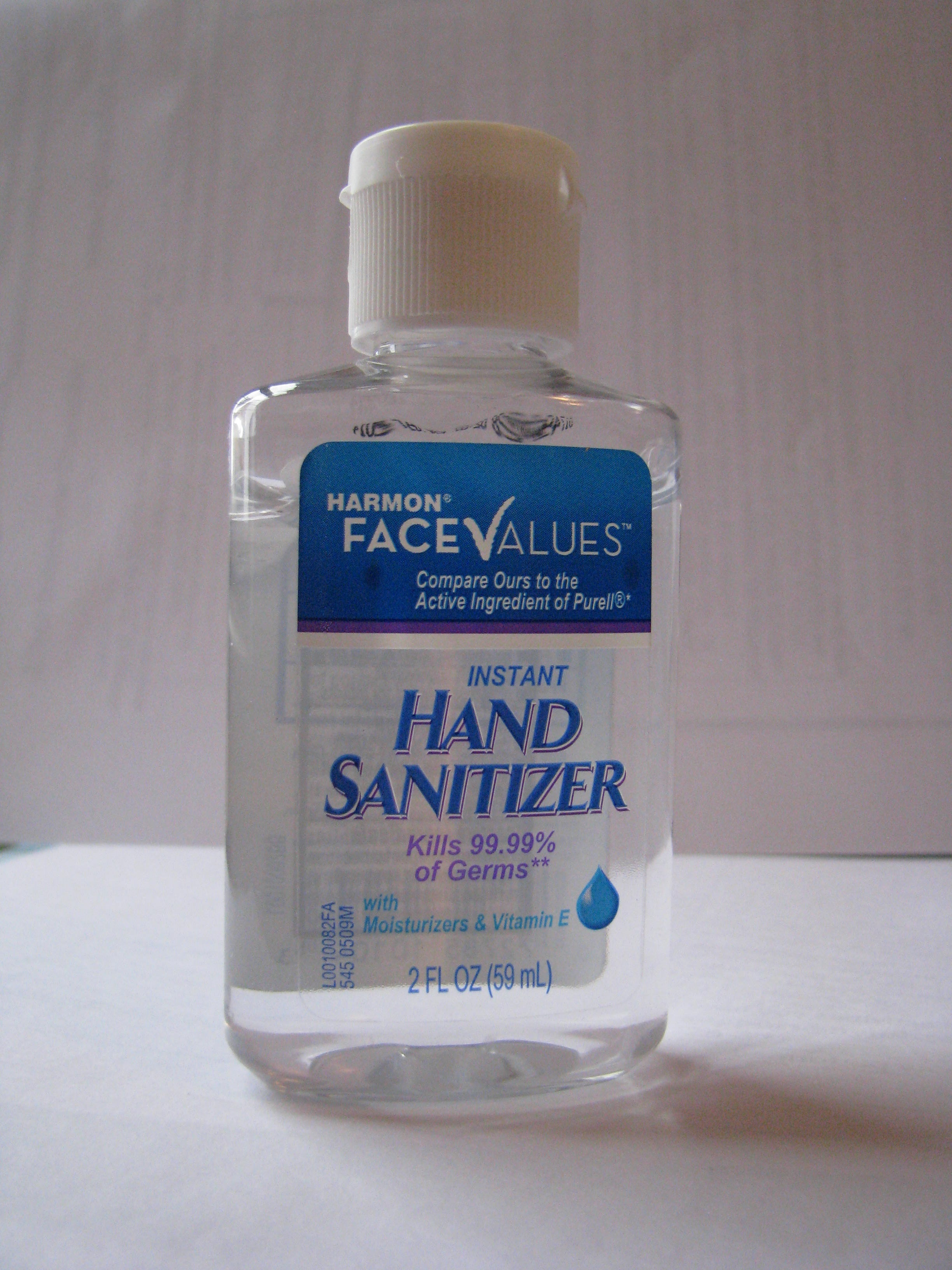
Антисептик для рук

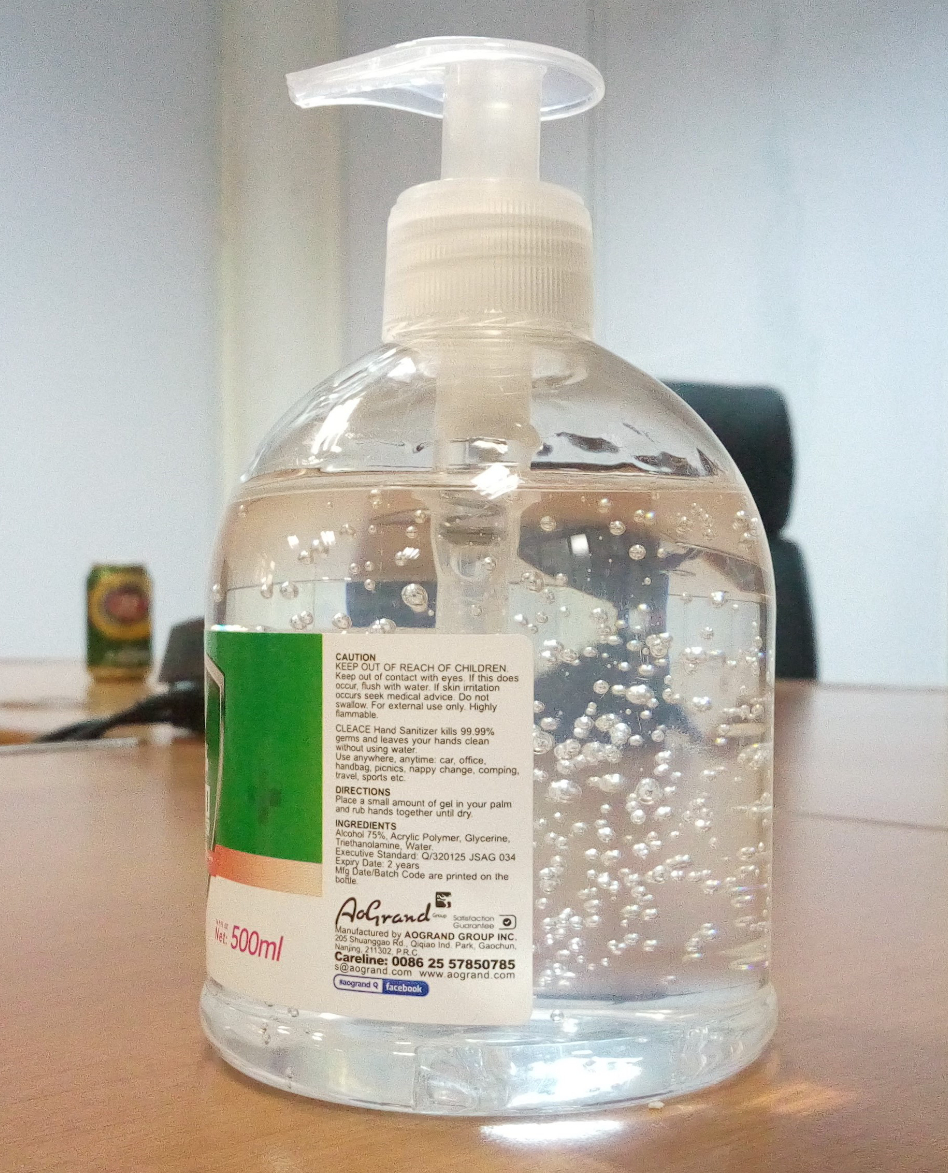
Типичный дозатор дезинфицирующего средства для рук в бутылках с помпой

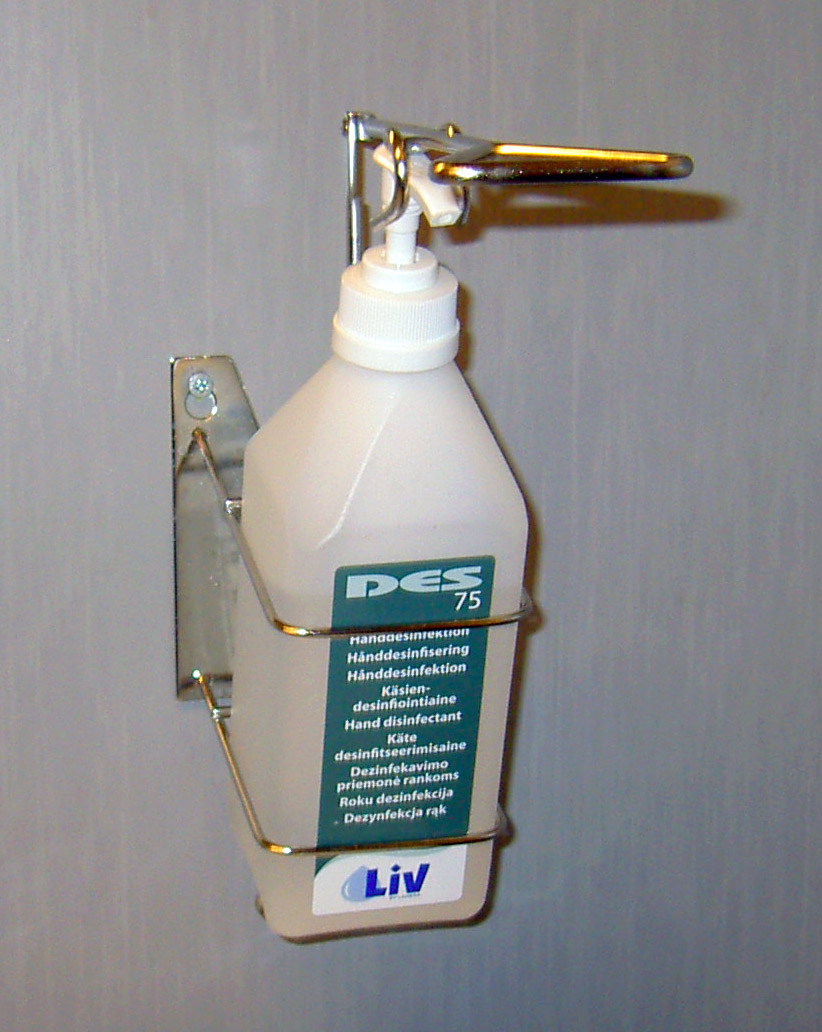
Санитайзер в больнице

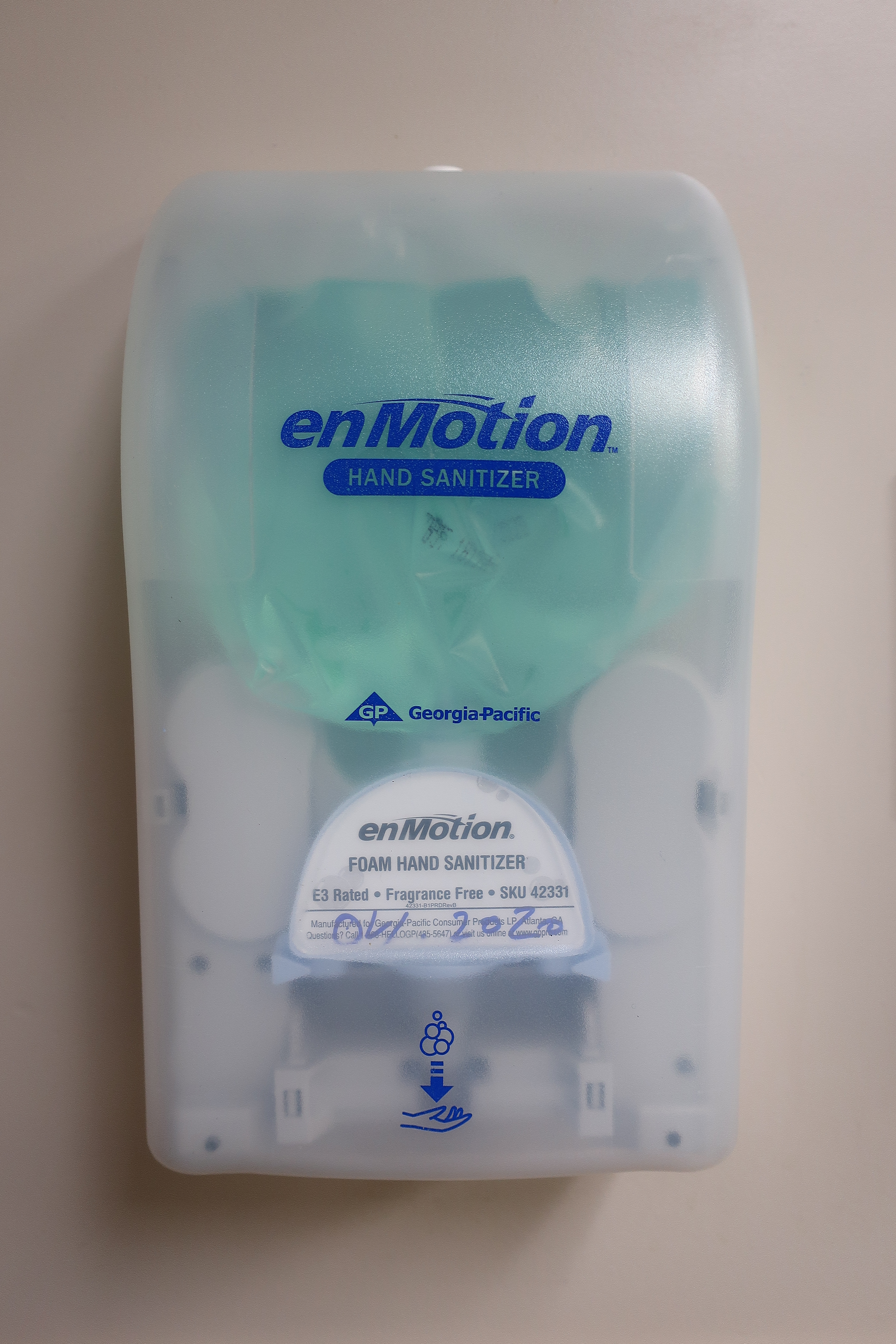
Автоматический дозатор дезинфицирующего средства для рук

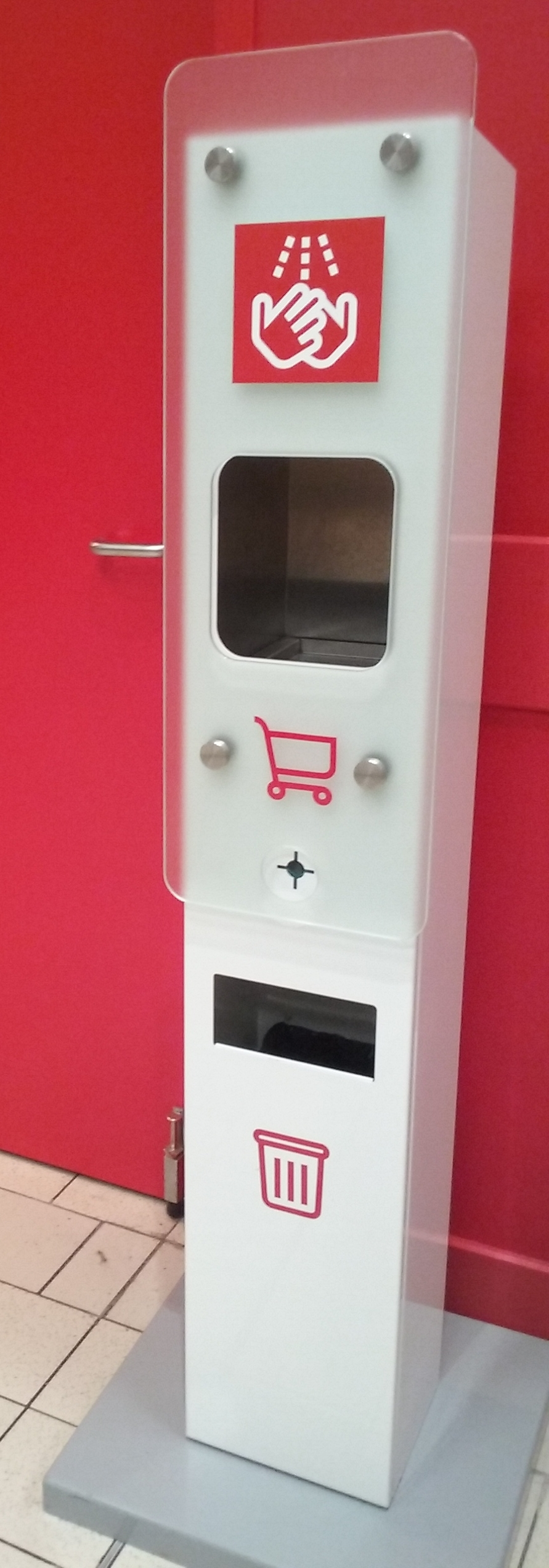
Автоматическое дезинфицирующее средство для рук

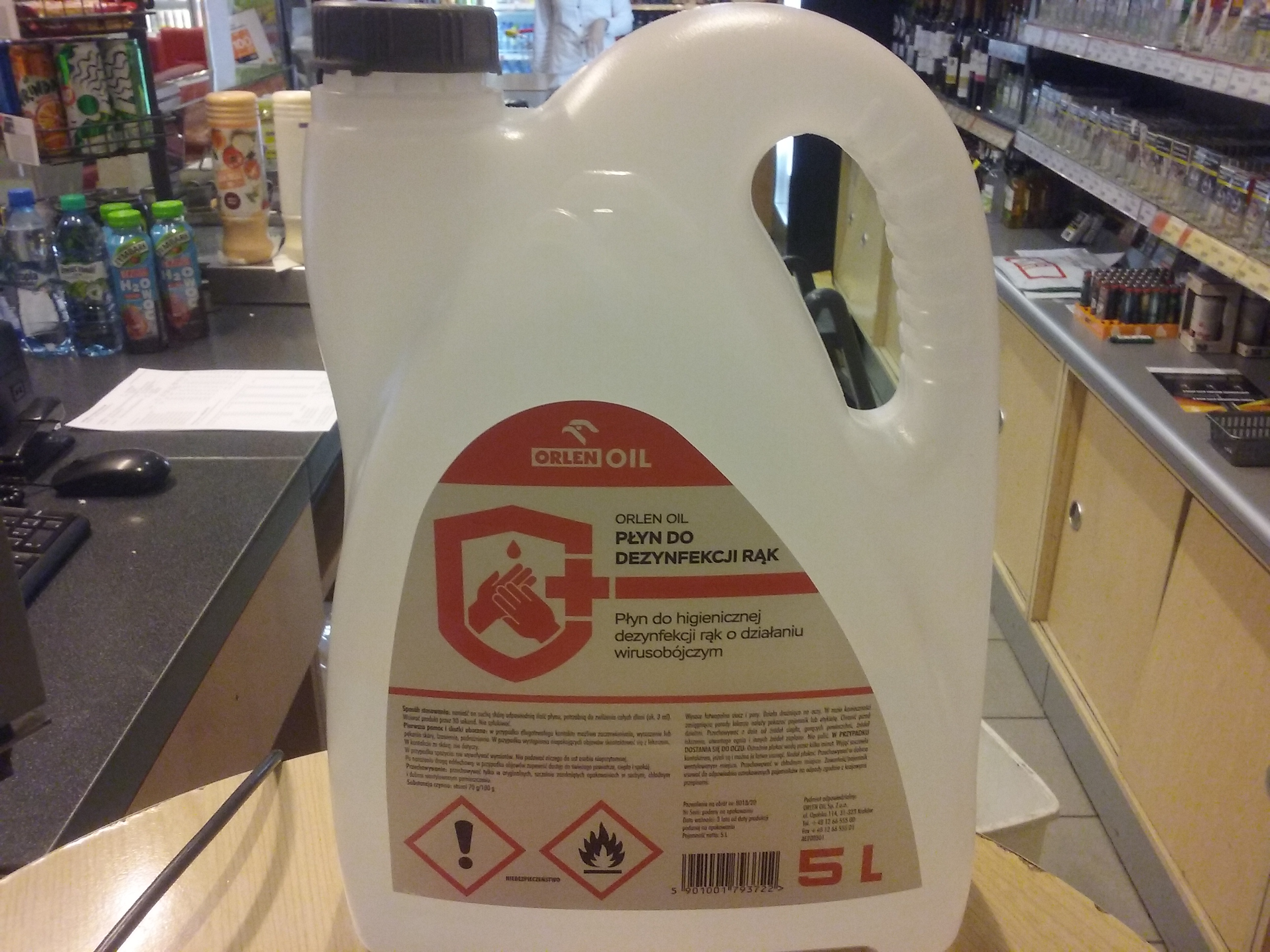
Жидкое дезинфицирующее средство для рук в Польше

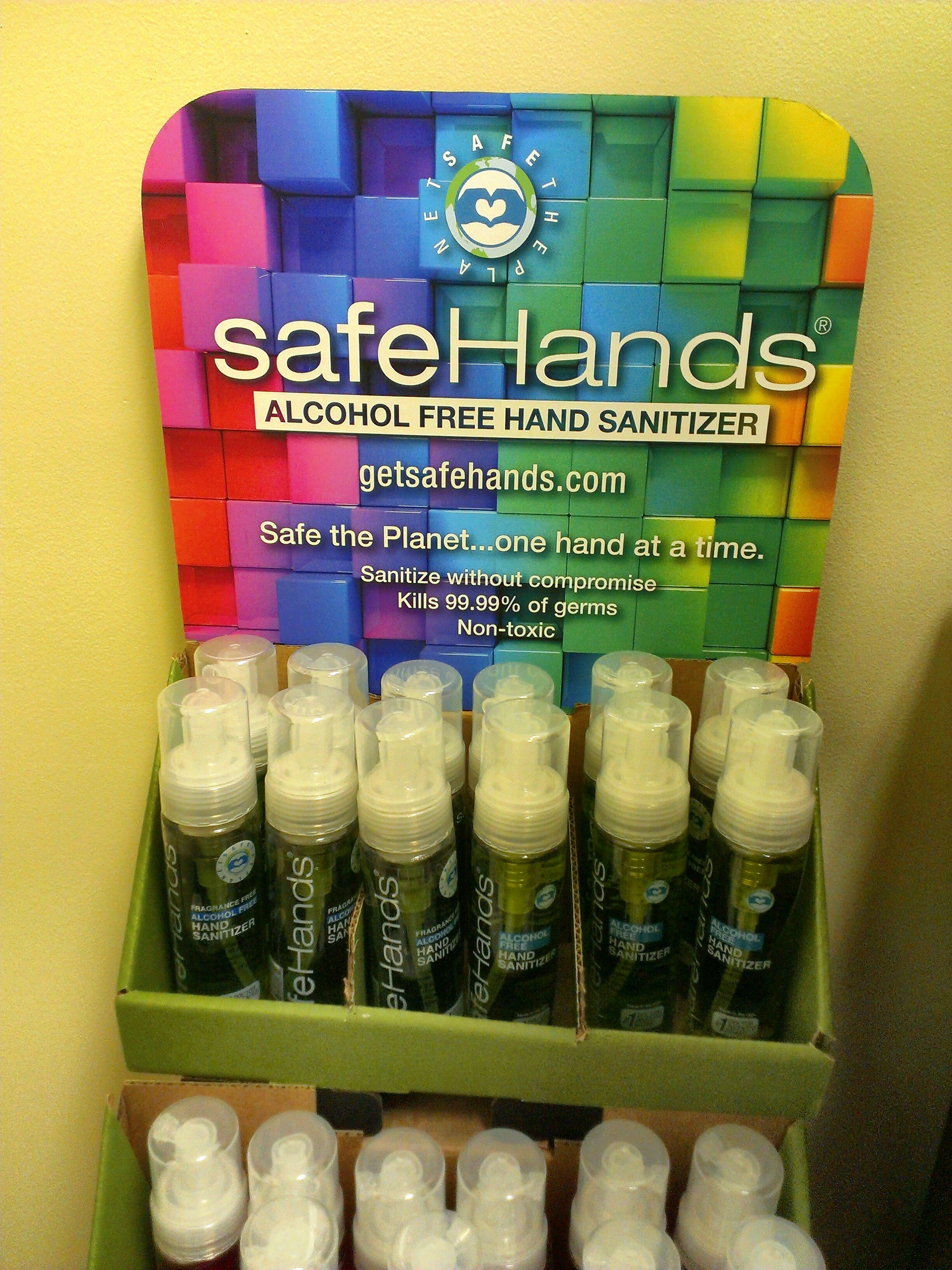
Дезинфицирующее средство для рук без спирта

Антисептик для рук, кожный антисептик, или санитайзер, — тип дезинфицирующего средства, который используется в среде медицинского обслуживания для предотвращения передачи патогенных микроорганизмов, а также для соблюдения элементарных правил гигиены рук в местах, в которых умывальник и мыло недоступны. В зависимости от ситуации является дополнением или альтернативой мытью рук с мылом и водой. Доступен в различных формах: жидкий раствор, гель, пена. Активным ингредиентом в антисептике для рук может выступать изопропанол, этанол, н-пропанол, или повидон-йод. Вспомогательные вещества, как правило, включают загуститель, такой как полиакриловая кислота, увлажнители, такие как глицерин, а также пропиленгликоль, и эфирные масла растений. Спиртосодержащие антисептики считаются более эффективным средством для уничтожения микроорганизмов, чем мыло, и меньше сушат кожу рук. Антисептики для рук содержат в качестве действующего вещества либо спирт, либо третичные или четвертичные амины, малые концентрации азотистого катионного поверхностно-действующего агента хлорид бензалкония, триклозан хлорированных ароматических соединений или повидон-йод.

## Действие
Центры по контролю и профилактике заболеваний США (CDC) рассматривают антисептики для рук, как соответствующую мылу и воде альтернативу для поддержания гигиены рук.
Специалисты из CDC считают, что наиболее надежным способом для предотвращения передачи опасных заболеваний является мытье рук водой с мылом. Если нет доступа к воде и мылу, рекомендуется использовать антисептик для рук, который содержит по меньшей мере 60 % спирта.
Спиртосодержащие антисептики для рук уничтожают множество различных видов бактерий, включая бактерии, устойчивые к антибиотикам, и микобактерии туберкулеза. Они также характеризуются высокой вирусологической активностью против множества различных видов вирусов, включая оболочковые вирусы, такие как вирусы гриппа, ОРВИ и ВИЧ, хотя являются особенно неэффективными против вируса бешенства, норовируса, Clostridioides difficile, эндоспор, ооцист простейших и безоболочных вирусов.
Спиртосодержащие антисептики для рук также уничтожают грибки.
Согласно Вильяму Руталлу (англ. Dr. William Rutala), «антисептические средства для рук на основе спирта являются в 100 раз более эффективным средством против вирусов, чем любая форма мытья рук». Изопропиловый спирт способен уничтожить 99,9 или более процентов всех неспорообразующих бактерий менее чем за 30 секунд, как в лабораторных условиях, так и на коже человека. Контролируемое клиническое исследование 200 работников на FedEx в 2004 году показало, что установка антисептиков для рук в офисе и обучение работников их использовать привело к сокращению на 21 % отсутствия сотрудников на работе. Контролируемые исследования показали ещё большее сокращение отсутствия на учёбе учеников в начальных школах (на 51 %) и в ВУЗах (на 43 %).
При использовании спиртовых препаратов для втирания в среднем число микроорганизмов снижается на 4-5 порядков, то есть, с 1000000 до 100-10.
Спиртосодержащие антисептики для рук могут оказаться неэффективными в низких количествах или концентрациях. Хотя изопропиловый спирт является эффективным в уничтожении большинства бактерий, время воздействия, необходимое для разрушения клеток, не соблюдается, поскольку спирт, как правило, испаряется менее чем за 10-15 секунд.
Исследователи заявляют, что применение 0,3 мл спиртосодержащего антисептика для рук не более эффективно, чем обычное мытье рук с водой и мылом, но при увеличении объёма до 0,5 мл — эффективность спирта существенно возрастает. В рабочей среде с высоким уровнем липидных или белковых отходов (например, пищевая промышленность) использование только антисептика для рук на основе спирта не может быть достаточным для обеспечения надлежащей гигиены рук.
Спирт уничтожает как патогенные (болезнетворные) микроорганизмы, так и постоянную бактериальную микрофлору, которая обычно не вызывает заболеваний. Исследования показывают, что антисептики для рук на основе спирта не представляют угрозу для «хороших» микробов, которые естественным образом присутствуют на коже. Тело быстро пополняет руки так называемыми «хорошими» микробами, часто перемещая их из верхней части руки, где имеется меньшее количество вредных микробов.
Спирт также снимает с кожи верхний слой жиров, что может негативно повлиять на защитные функции кожи. Однако мытье рук с помощью детергентов, таких как широко используемое мыло, приводит к ещё большему разрушению защиты кожи по сравнению со спиртосодержащими средствами, вызывая значительную утрату кожных липидов.

## Состав
Для эффективной борьбы с микробами концентрация спирта в средствах для обработки рук должна быть выше 80 %. Для медицинских учреждений, таких как больницы и клиники, оптимальная концентрация спирта для уничтожения микробов составляет от 70 % до 95 %. Средства для обработки рук на основе спирта, которые содержат два разных вещества для борьбы с бактериями (то есть спирт и глюконат), являются значительно более эффективными предоперационными локальными антисептиками для кожи в больницах, чем сам спирт. В состав большинства спиртовых антисептических средств входит увлажнитель, чтобы защитить кожу рук от чрезмерного высушивания.
Одинаковые ингредиенты используются как в безрецептурных антисептических средствах для рук, так и в антисептиках, применяемых в больницах, и включают спирты (этанол, изопропанол и другие), иногда в сочетании с другими соединениями, такими как четвертичные соли (бензалкония хлорид). Использование четвертичных солей нацелено главным образом на увеличение антимикробной эффективности продукта, тем не менее, эти соединения могут вызывать аллергические реакции у некоторых людей. Однако аллергические реакции на четвертичные соли крайне редки, а преимущество от их использования (увеличение антимикробной эффективности) намного превышает риски. Концентрация четвертичных солей в одном известном антисептике составила 200 частиц на млн. Такая концентрация никогда не приведет к «липкости», даже если средство будет применяться десятки раз в день. Как правило, четвертичные соли накапливаются на коже, и поскольку медицинский персонал очень часто использует антисептики для рук в течение дня, такое скопление может привести к «липкому эффекту». Гелеобразные антисептики для рук, используемые много раз в день, оставляют «липкие» остатки из-за гелевой структуры. Гель не испаряется и остается на руках, пока не будет удален с помощью мыла и воды.
Известны кожные антисептики на основе Повидон-йода. Повидон-йод это — комплексное соединение поливинилпирролидона (PVP) и элементарного йода (I). PVP-I хорошо растворим в воде, спиртах, в том числе в этиленгликоле и глицерине. Впервые появился на рынке в 1955 году и с тех пор стал универсальным широко используемым кожным антисептиком. Обладает низкой токсичностью по сравнению с другими йод-содержащими препаратами. Йод, находящийся в связанной с поливинилпирролидоном форме, очень слабо всасывается через кожные покровы. Основным недостатком повидон-йода являются частые случаи покраснения кожи, зуда, и раздражения тканей вокруг места применения.
Антисептики для рук исключительно на основе спирта ликвидируют липкий эффект, а также риск аллергических реакций. Спирт же в спиртосодержащем геле испаряется, но гель остается на руках и может вызывать аллергические реакции.

## Применение в медицине
По данным Всемирной Организации Здравоохранения (ВОЗ) ежемоментно в мире 1,4 миллиона людей страдают от инфекций, связанных с госпитализацией. В развитых странах от 5 до 10 % госпитализированных пациентов во время пребывания в современных госпиталях приобретают одну или несколько инфекций. В развивающихся странах риск возникновения нозокомиальных инфекций в 20 раз выше.
В отделениях интенсивной терапии нозокомиальные инфекции поражают около 30 % пациентов, а смертность может достигать 44 %. В различных госпиталях мира во время пандемии свиного гриппа заражения медработников составляли от 20 до 60 %.
Антисептические средства для рук в больничной среде имеет два основных применения: гигиеническая обработка рук и хирургическая дезинфекция рук.
Гигиеничная обработка рук антисептиком рекомендуется при осуществлении медицинского лечения и при всех обстоятельствах, когда необходима дезинфекция рук (во время контакта с больным или окружающей средой пациента, в частности, перед медицинским осмотром между каждым приемом лекарств, если он разбит на части).
Хирургическая антисептика рук: перед применением препарата кисти рук и предплечья предварительно тщательно моют, двукратно, теплой проточной водой и туалетным мылом в течение 2 минут, высушивают стерильной марлевой салфеткой. Затем на кисти рук наносят 5 мл препарата и втирают его в кожу рук и предплечий (тыльная и внутренняя сторона ладони, пальцы, области между пальцами) в течение 2,5 минут; процедуру повторяют дважды, поддерживая кожу рук во влажном состоянии. Общее время обработки составляет 5 минут. Стерильные перчатки надевают после полного высыхания препарата. Средство обладает пролонгированным действием в течение 3 часов.
Обработка кожи операционного поля и локтевых сгибов рук доноров: кожу двукратно протирают раздельными стерильными марлевыми тампонами, обильно смоченными препаратом. Время выдержки поле окончания обработки — 2 минуты.
Обработка кожи инъекционного поля: кожу протирают стерильным ватным тампоном, обильно смоченным препаратом. Время выдержки после окончания обработки — 1 минута.
В медицинской практике, как правило, используются антисептики в полиэтиленовых бутылках объёмом 300—500 мл с дозатором.

## Бытовое использование
Кроме дезинфекции рук у медицинского персонала, спиртосодержащие антисептики для рук рекомендуются врачами к применению в бытовых условиях для населения, особенно в местах большого скопления людей, в которых отсутствуют умывальник с водой и мылом.
Бытовые антисептики для рук выпускаются в небольших флаконах, ёмкостью 50, 30 или 10 мл, а также в полиэтиленовых бутылках объёмом 300—500 мл с дозатором для использования на производстве, в офисе или в общественных местах, вещество может быть в гелеобразной форме или спреем. Как правило, бытовые антисептики для рук помимо спирта содержат добавки, смягчающие кожу рук, чаще всего это глицерин, и отдушки.
Гигиеническая антисептика рук: 2 мл препарата наносят на сухую кожу кистей рук и втирают в кожу до высыхания, но не менее 15 сек.
Современные спиртосодержащие антисептики безвредны для кожи, дезинфицируют руки без предварительного контакта с водой и мылом.

## Безопасность
Спиртосодержащий гель может воспламеняться и гореть пламенем тускло голубого цвета. Это обусловлено тем, что в состав геля входит легковоспламеняющийся спирт. Некоторые гелеобразные санитайзеры могут не иметь такого эффекта за счет высокой концентрации в них воды или увлажняющих веществ. Известно несколько редких случаев, при которых спирт повлек за собой пожар в рабочей зоне, включая случай, когда спирт, используемый в качестве антисептика, накопившись под хирургическими салфетками в операционной, стал причиной возникновения пожара при использовании прижигательного инструмента (термокаутера). Чтобы свести к минимуму риск пожара, пользователи геля для обработки рук на основе спирта должны быть проинструктированы втирать средство в руки, пока они полностью не будут сухими, указывая на то, что легковоспламеняющийся спирт испарился.
Сообщается о случаях, когда люди пили антисептические гели (со смесителем) в тюрьмах и больницах для снятия похмелья, — что привело к отмене их использования в некоторых заведениях.

## Бесспиртовые антисептики
В 2015 году в США разработали технологию и оборудование, которые позволили наладить производство антисептиков без спирта — на основе хлорноватистой кислоты со сроком хранения два года. Продукция доступна в США, Великобритании и Ирландии. В США помимо борьбы с микробами на коже средство используется в госпиталях для мытья стен и полов, в бассейнах вместо хлорки для подготовки воды.
В 2021 году на российском рынке также появились антисептики с хлорноватистой кислотой в виде активного вещества. В городе Дзержинском Московской области открылся завод по лицензии США (брэнд CleanSmart).